# 糟屋屯倉
糟屋屯倉（かすやのみやけ）は、古墳時代の筑紫国にあった屯倉。現在の福岡県糟屋郡付近と推測される。
その役所の比定地については同郡粕屋町の国指定史跡「阿恵官衙遺跡」ではないかとする説がある。
継体天皇21年（527年）、筑紫国造磐井が反乱を起こしたが、翌年の継体天皇22年（528年）11月に物部麁鹿火によって鎮圧された。磐井の子葛子は、父に連座して誅せられることをおそれて、この屯倉を献上し死罪を免ぜられたという。